# 塔皮奥·坎塔宁
塔皮奥·坎塔宁（芬蘭語：Tapio Kantanen，1949年5月31日—），芬兰男子田径运动员。他曾代表芬兰参加1972年和1976年夏季奥林匹克运动会田径比赛，其中1972年奥运会获得一枚铜牌。